# Haven (film, 2004)
Pour les articles homonymes, voir Haven.
Pour plus de détails, voir Fiche technique et Distribution.
Haven, ou Havre au Québec, est un film germano-hispano-américano-britannique réalisé par Frank E. Flowers, sorti en 2004.

## Synopsis
Averti de la visite imminente des agents fédéraux chez lui, Carl Ridley, homme d'affaires véreux de Miami, s’enfuit aux Îles Caïman avec sa fille Pippa. Or, tandis qu’il tente de joindre son conseiller financier, cette dernière, qui vient d'avoir 18 ans, prend la fuite avec un jeune insulaire ayant trouvé refuge dans leur condo. Ce dernier, qui a vu Ridley compter le million de dollars qu'il a emporté avec lui, fait le projet de lui voler l'argent afin de rembourser ses dettes à un chef de bande. Pendant ce temps, Shy, jeune pêcheur britannique installé dans la région depuis l'enfance, amorce une liaison avec la fille de son patron. Celui-ci ordonne alors à son fils, un jeune aspirant truand, d’intimider Shy afin qu’il mette un terme à sa relation.

## Fiche technique
- Réalisation : Frank E. Flowers
- Scénario : Frank E. Flowers
- Photographie : Michael Bernard
- Montage : Peter Christelis
- Musique : Heitor Pereira
- Costumes : Bobbie Read
- Producteurs : Robbie Brenner, Bob Yari
- Sociétés de production : Robbie Brenner Productions, Bob Yari Productions
- Sociétés de distribution : Freestyle Releasing (États-Unis), Metropolitan FilmExport (France)
- Pays de production :  États-Unis,  Royaume-Uni,  Allemagne,  Espagne
- Langue originale : anglais
- Format : couleur
- Genre :
- Durée : 99 minutes
- Dates de sortie :
  - Canada : 11 septembre 2004 (festival de Toronto)
  - États-Unis : 15 septembre 2006

## Distribution
Légende : VF = Version Française[réf. nécessaire] et VQ = Version Québécoise
- Orlando Bloom (VF : Denis Laustriat ; VQ : Martin Watier) : Shy
- Bill Paxton (VF : Philippe Vincent ; VQ : Jean-Luc Montminy) : Carl Ridley
- Agnes Bruckner (VQ : Geneviève Désilets) : Pippa Ridley
- Victor Rasuk (VF : Emmanuel Garijo ; VQ : Hugolin Chevrette) : Fritz
- Razaaq Adoti (en) (VF : Lucien Jean-Baptiste ; VQ : Marc-André Bélanger) : Richie Rich
- Zoe Saldana (VQ : Catherine Proulx-Lemay) : Andrea
- Stephen Dillane (VF : Nicolas Marié ; VQ : Daniel Picard) : M. Dillane
- Anthony Mackie (VQ : Benoit Éthier) : Hammer
- Lee Ingleby (VQ : Nicolas Charbonneaux-Collombet) : Patrick
- Joy Bryant (VF : Isabelle Langlois) : Sheila
- Santiago Cabrera : Gene
- Mpho Koaho (VQ : Philippe Martin) : Kimo
- Rachel Miner (VF : Caroline Santini) : Eva
- Serena Scott Thomas (VF : Blanche Ravalec) : Mme Allen
- Robert Wisdom (VQ : Guy Nadon) : M. Sterling
- Bobby Cannavale : lieutenant
- Jake Weber : l'officier Powell
- Terry Burke : le loueur de canot